# Lielupe (Jūrmala)

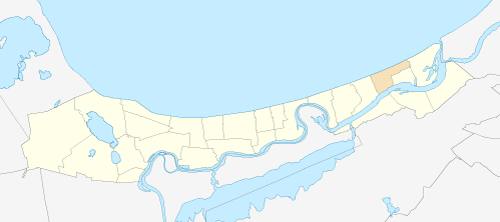
Lage von Lielupe in Jūrmala

Lielupe  ist ein Teil der Stadt Jūrmala, etwa 19 km von der lettischen Hauptstadt Riga, zwischen Buļļuciems (im Osten), Bulduri (im Westen), dem Rigaischen Meerbusen (im Norden) und dem Fluss Lielupe  (im Süden).

## Geschichte
Dieser Ort hieß früher Buļļu und gehörte dem Gutshof Buļļu. Der Gutshof entstand, als  Janis Bulis die Flächen pachtete. Später im 20. Jahrhundert wurde dieses Gebiet Lielupe genannt. 1913 wurde das Bahnhofsgebäude Lielupe gebaut. Der Bahnhof ist in Betrieb.